# Maudétour-en-Vexin
Maudétour-en-Vexin ist eine französische Gemeinde mit 203 Einwohnern (Stand 1. Januar 2022) im Département Val-d’Oise in der Region Île-de-France. Die Bewohner nennen sich Maldestoriens bzw. Maldestoriennes.

## Geografie
Die Gemeinde Maudétour-en-Vexin befindet sich ca. 50 Kilometer nordwestlich von Paris auf der Ebene des Vexin.
Nachbargemeinden von Maudétour-en-Vexin sind Charmont im Norden, Banthelu im Nordosten, Arthies im Südosten, Aincourt im Süden, Genainville im Westen und Hodent im Nordwesten.
Das Gemeindegebiet gehört zum Regionalen Naturpark Vexin français.

## Geschichte
Funde aus der Vorgeschichte bezeugen eine frühe Besiedlung.

## Sehenswürdigkeiten
- Schloss[1] und Park[2] von Maudétour-en-Vexin (Monument historique)

## Bevölkerungsentwicklung
| Jahr      | 1962 | 1968 | 1975 | 1982 | 1990 | 1999 | 2007 | 2019 |
| --------- | ---- | ---- | ---- | ---- | ---- | ---- | ---- | ---- |
| Einwohner | 135  | 124  | 142  | 167  | 183  | 177  | 195  | 188  |

## Wirtschaft
Die Gemeinde ist ausschließlich landwirtschaftlich geprägt.